# کروگولچا سوخا
کروگولچا سوخا (به لهستانی:  Krogulcza Sucha) یک روستا در لهستان است که در گمینا اورونگسکو واقع شده‌است.